# Archiearis bella
Archiearis bella là một loài bướm đêm trong họ Geometridae.